# NGC 4004
NGC 4004 este o galaxie situată în constelația Leul. A fost descoperită în 11 aprilie 1785 de către William Herschel. Se află la o distanță de 57,9 de megaparseci de Pământ.